# Chris Boardman
Christopher (Chris) Miles Boardman (født 26. august 1968 i Hoylake) er en tidligere professionel cykelrytter fra England. Han vandt flere VM- og OL-medaljer gennem si karriere og blev blandt andet den første verdensmester i enkeltstart i 1994
Boardman var både bane- og landevejsrytter. Han var især kendt som tempospecialist, hvilket kom til udtryk i de store resultater han opnåede. Han var første gang med til et OL i 1988 i Seoul, hvor han var en del af det britiske banehold, der blev nummer tretten.
Ved OL 1992 i Barcelona stillede han op i både individuelt og holdforfølgelsesløb. I den individuelle konkurrence stillede han op på en helt ny og revolutionerende Lotus 108-cykel bygget med karbonfiber. I indledende runde havde australieren Mark Kingsland sat ny verdensrekord, men Boardman forbedrede efterfølgende rekorden eftertrykkeligt med tiden 4.27,357 minutter (næsten fire sekunder hurtigere end Kingsland), og i runde ét forbedrede han rekorden yderligere til 4.24,496 minutter i et heat mod danske Jan Bo Petersen, som blev indhentet undervejs. I semifinalen besejrede han Kingsland klart, mens den anden semifinale blev vundet af verdensmesteren fra året forinden, tyske Jens Lehmann. I finalen var Boardman igen suveræn, og for første gang i OL-historien blev finalen vundet ved, at vinderen indhentede sin modstander. Boardman sikrede sig dermed guldet, mens Lehmann fik sølv og newzealænderen Gary Anderson fik bronze som bedste tabende semifinalist. I holdforfølgelsen blev briterne med Boardman i spidsen nummer fem.
Boardman blev professionel i 1993, og han blev kendt som en dygtig enkeltstartsrytter på landevejen, hvor han fik kælenavnet Mr Prologue efter sejre i prologer og enkeltstarter i store etapeløb. Boardman var dog næsten udelukkende enkeltstartsspecialist på landevejen og kunne ikke køre med op af de stejle bjerge, hvilket var tydeligt i hans deltagelser i Tour de France.
I 1996 deltog han i OL i Atlanta, hvor han stillede op i enkeltstartløbet, der var på OL-programmet for første gang. Boardman førte et langt stykke af vejen, men de to sidst startende ryttere, spanierne Miguel Induráin og Abraham Olano viste sig begge at være hurtigere, så Boardman endte med at få bronze, mens Induráin fik guld og Olana sølv.. Senere vandt han Grand Prix des Nations foran danske Bjarne Riis, der havde vundet Tour de France dette år, og han vandt VM-sølv i enkeltstart samme år samt VM-bronze i 1997 og 1999. Hans sidste OL blev 2000 i Sydney, hvor han blev nummer 11 i enkeltstarten. Han indstillede sin aktive karriere efter dette løb som følge af tiltagende gener af osteoporose. Han har siden fungeret som teknisk konsulent for det britiske banelandshold.